# Austria ai Giochi della XIV Olimpiade
L'Austria partecipò ai Giochi della XIV Olimpiade, svoltisi a Londra, dal 20 luglio al 14 agosto 1948,  
con una delegazione di 144 atleti, di cui 31 donne, impegnati in 17 discipline,
aggiudicandosi 1 medaglia d'oro e 3 medaglie di bronzo.

## Medagliere

### Per discipline
| Sport            | Oro | Argento | Bronzo | Totale |
| ---------------- | --- | ------- | ------ | ------ |
| Atletica leggera | 1   | 0       | 1      | 2      |
| Canoa/kayak      | 0   | 0       | 1      | 1      |
| Scherma          | 0   | 0       | 1      | 1      |
| Totale           | 1   | 0       | 3      | 4      |

### Medaglie
| Medaglia | Atleta              | Sport            | Evento                           |
| -------- | ------------------- | ---------------- | -------------------------------- |
| Oro      | Herma Bauma         | Atletica leggera | Lancio del giavellotto femminile |
| Bronzo   | Inga Schäffer       | Atletica leggera | Getto del peso femminile         |
| Bronzo   | Friederike Schwingl | Canoa/kayak      | K1 500 metri femminile           |
| Bronzo   | Ellen Preis         | Scherma          | Fioretto individuale femminile   |

## Risultati

### Atletica

#### Maschile
- Q = Qualificato al turno successivo

| Atleta           | Evento           | Qualificazioni | Qualificazioni | Finali    | Finali    |
| Atleta           | Evento           | Distanza       | Posizione      | Distanza  | Posizione |
| ---------------- | ---------------- | -------------- | -------------- | --------- | --------- |
| Felix Würth      | Salto in lungo   | 7.08           | 8 Q            | 7.00      | 8         |
| Arnulf Pilhatsch | Salto in alto    | 1.84           | 21             | Eliminato | Eliminato |
| Felix Würth      | Salto triplo     | 13.92          | 21             | Eliminato | Eliminato |
| Hermann Tunner   | Lancio del disco | 45.92          | 10 Q           | 44.43     | 11        |

#### Femminile
- Q = Qualificato al turno successivo

| Atleta                                                        | Evento             | Qualificazioni | Qualificazioni | Semifinali | Semifinali | Finali    | Finali    |
| Atleta                                                        | Evento             | Risultato      | Posizione      | Risultato  | Posizione  | Risultato | Posizione |
| ------------------------------------------------------------- | ------------------ | -------------- | -------------- | ---------- | ---------- | --------- | --------- |
| Maria Oberbreyer                                              | 100m               |                | 4              | Eliminata  | Eliminata  | Eliminata | Eliminata |
| Grete Pavlousek                                               | 100m               |                | 4              | Eliminata  | Eliminata  | Eliminata | Eliminata |
| Grete Pavlousek                                               | 200m               |                | 4              | Eliminata  | Eliminata  | Eliminata | Eliminata |
| Maria Oberbreyer                                              | 80m ostacoli       | 11.9           | 3 Q            | 11.9       | 2 Q        | 11.8      | 5         |
| Elfriede Steurer                                              | 80m ostacoli       | 12.2           | 1 Q            | 12.4       | 6          | Eliminata | Eliminata |
| Grete Jenny Elfriede Steurer Grete Pavlousek Maria Oberbreyer | Staffetta 4 × 100m | 50.0           | 2 Q            | -          | -          | 49.2      | 6         |

| Atleta                  | Evento                 | Qualificazioni | Qualificazioni | Finali   | Finali   |
| Atleta                  | Evento                 | Distance       | Position       | Distance | Position |
| ----------------------- | ---------------------- | -------------- | -------------- | -------- | -------- |
| Ilse Steinegger         | Salto in lungo         | 5.30           | 10 Q           | 5.19     | 10       |
| Maria Oberbreyer        | Salto in lungo         | 5.35           | 9              | 5.24     | 9        |
| Ilse Steinegger         | Salto in alto          | -              | -              | 1.55     | 7        |
| Ine Schäffer            | Getto del peso         | -              | -              | 13.08    | Bronzo   |
| Anni Bruk               | Getto del peso         | -              | -              | 12.50    | 6        |
| Marianne Schläger       | Getto del peso         | -              | -              | 11.75    | 12       |
| Lotte Haidegger         | Lancio del disco       | -              | -              | 38.81    | 5        |
| Frieda Tiltsch          | Lancio del disco       | -              | -              | 37.19    | 9        |
| Marianne Schläger       | Lancio del disco       | -              | -              | 34.79    | 15       |
| Herma Bauma             | Lancio del giavellotto | -              | -              | 45.57    | Oro      |
| Gerda Schilling-Staniek | Lancio del giavellotto | -              | -              | 38.01    | 9        |

### Calcio
| Atleta | Classifica |                    |
| --- | --- | ------------------ |
| V · D · M Nazionale austriaca · Calcio ai Giochi Olimpici Estivi 1948 P Musil · P Pelikan · D Gerhart · D Happel · D Kowanz · C Brinek · C Gernhardt · C Joksch · C Mikolasch · C Ocwirk · A Durek · A Epp · A Habitzl · A Hahnemann · A Körner · A Melchior · A Stojaspal · A Stroh · CT : Frühwirth | 9° |                    |
| Nazionale austriaca · Calcio ai Giochi Olimpici Estivi 1948 | |                    |
| P Musil · P Pelikan · D Gerhart · D Happel · D Kowanz · C Brinek · C Gernhardt · C Joksch · C Mikolasch · C Ocwirk · A Durek · A Epp · A Habitzl · A Hahnemann · A Körner · A Melchior · A Stojaspal · A Stroh · CT: Frühwirth                                                                        | P Musil · P Pelikan · D Gerhart · D Happel · D Kowanz · C Brinek · C Gernhardt · C Joksch · C Mikolasch · C Ocwirk · A Durek · A Epp · A Habitzl · A Hahnemann · A Körner · A Melchior · A Stojaspal · A Stroh · CT: Frühwirth | Austria (bandiera) |